# Sergei Nikolajewitsch Oleschnja
Sergei Nikolajewitsch Oleschnja (russisch Сергей Николаевич Олешня; * 30. Januar 1956 in Kuleschowka bei Rostow am Don) ist ein sowjetisch-russischer Bildhauer und Hochschullehrer.

## Leben
Oleschnja schloss das Studium an der Kunstschule Pensa bei dem Bildhauer Wladimir Koschelew 1978 ab und lehrte dann dort 10 Jahre lang. 1980 wurde er Mitglied der Vereinigung der Künstler der UdSSR. Er spezialisierte sich auf Wand- und Monumental-Skulpturen in Bronze, Holz und Stein.
Das weitere Studium an der Staatlichen Pädagogischen Universität Rostow am Don (2006 in die neue Südliche Föderale Universität (JuFU) eingegliedert) schloss Oleschnja 1999 ab. Seit 2000 lehrt er in der Fakultät für Bildende Kunst. Er ist seit 2006 Professor des Lehrstuhls für Malerei, Grafik und Bildhauerei und führt seit 2010 das Bildhauerei-Atelier.
Oleschnja schuf das Denkmal für die Kaiserin und Gründerin Rostows am Don Elisabeth, das 2007 in Rostow am Don vor der Pokrowskaja-Kirche aufgestellt wurde. Mit dem Architekten W. Fomenko schuf Oleschnja das Denkmal für die Gründer der nach dem Metropoliten Dimitri von Rostow benannten Festung, das 2009 im Zentrum Rostows am Don am Ort der Festung aufgestellt wurde. Dargestellt sind der Bauleiter Alexander Rigelman, der erste Hauswart Iwan Somow, der Zollverwalter Wassili Chastatow, der Donkosaken-Kommandant Danila Jefremow und sein Adjutant. Es folgten die Porträt-Skulptur des Metropoliten Dimitri von Rostow, die Skulptur Grigori und Axinja im Boot in Rostow am Don aus Michail Scholochows Roman Der stille Don, das Wasserträgerin-Denkmal in Rostow am Don gegenüber dem Musik-Theater und das Koroljow-Denkmal in Tscheboksary. Für das Denkmal der Stadt des Kampfesruhms Rostow am Don, das 2009–2010 in Rostow am Don vor dem Flughafen errichtet wurde, schuf Oleschnja einige Basreliefs.
Oleschnja wurde 2011 zum Vollmitglied der Russischen Akademie der Künste gewählt und ist seitdem Präsidiumsmitglied und Vorsitzender der Südregionalabteilung der Russischen Akademie der Künste.
Oleschnja war mit der Malerin Larissa Uschakowa (1960–2020) verheiratet und hat drei Töchter.

## Ehrungen, Preise
- Goldmedaille der Russischen Akademie der Künste für das Elisabeth-Denkmal (2007)
- Verdienter Künstler der Russischen Föderation (2017)[2]

## Werke (Auswahl)

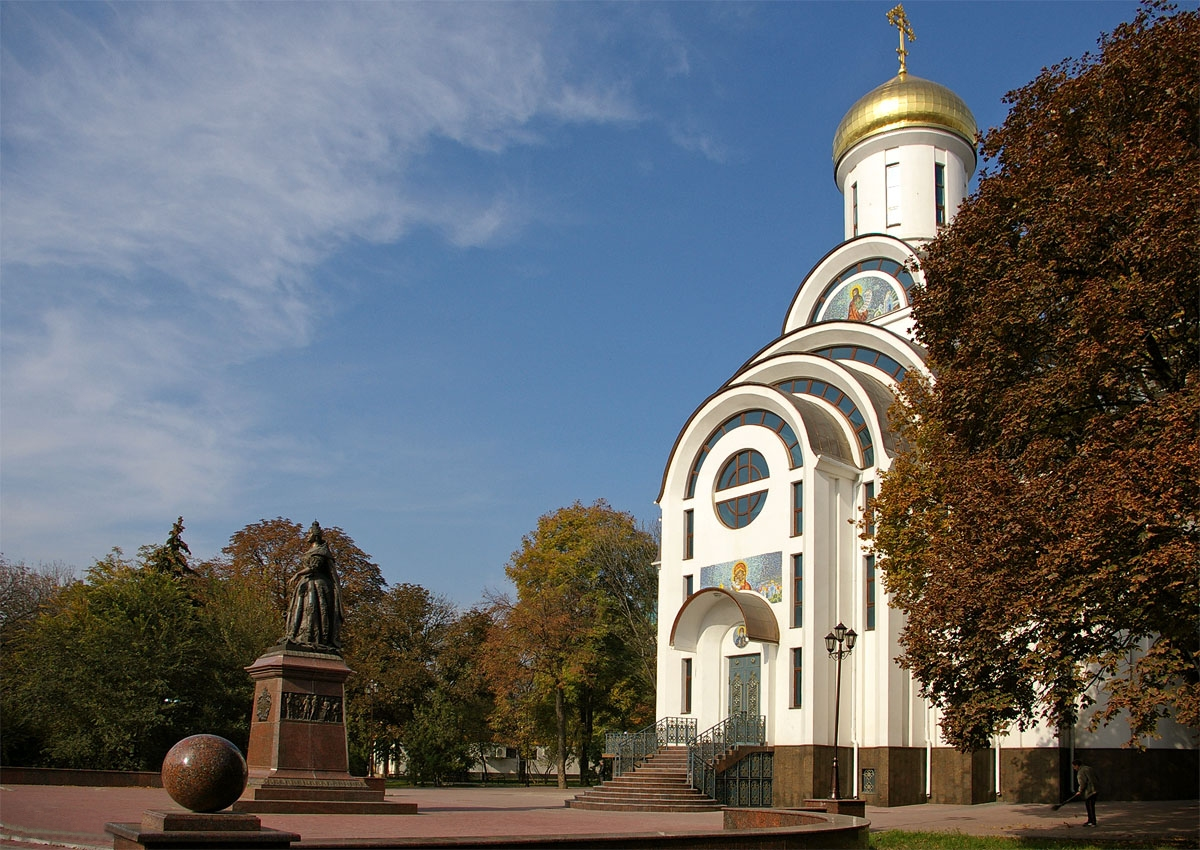
Elisabeth-Denkmal, Rostow am Don
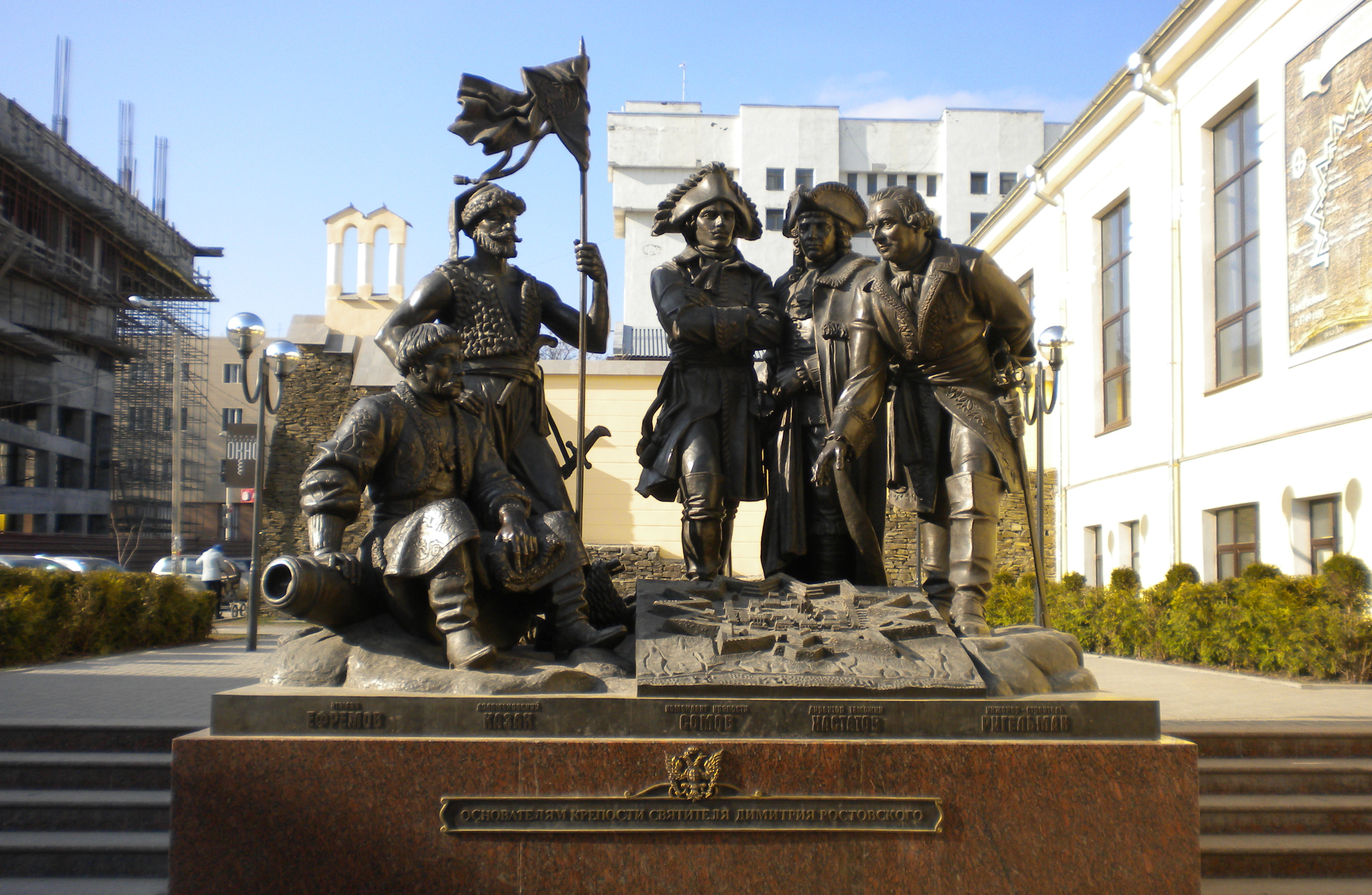
Festungsgründer-Denkmal, Rostow am Don
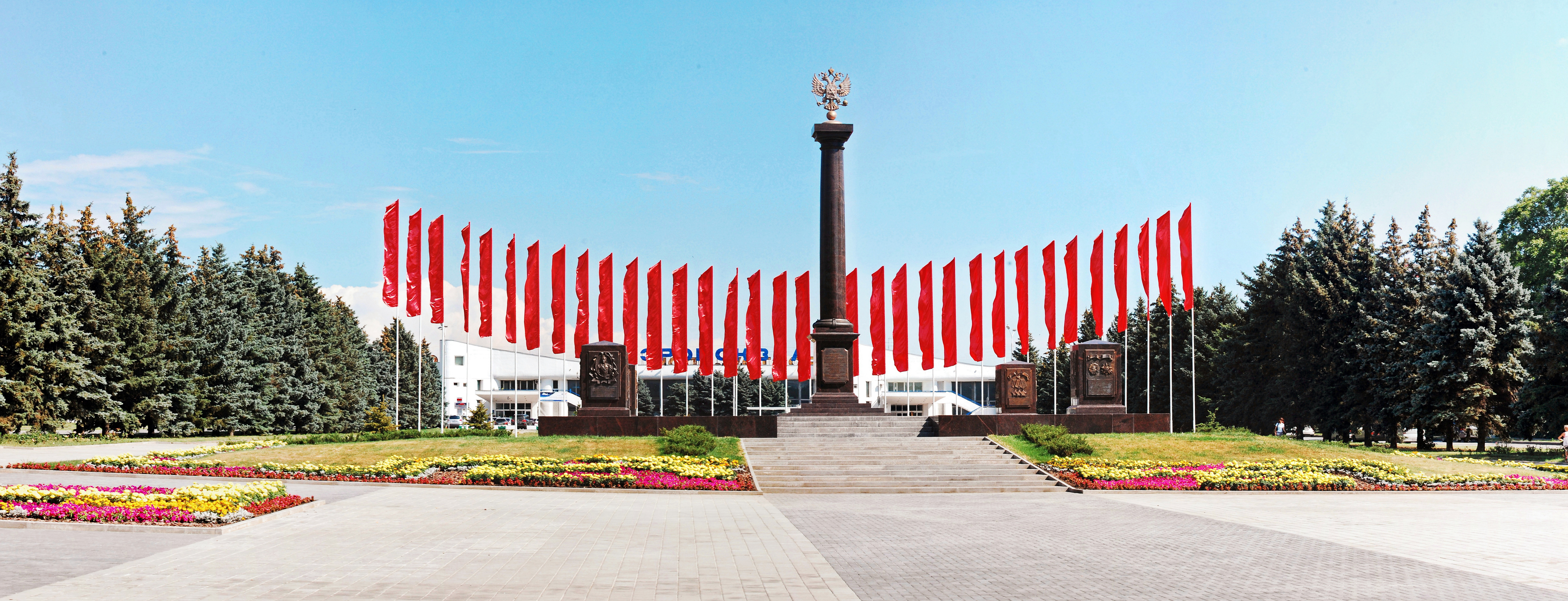
Denkmal der Stadt des Kampfesruhms Rostow am Don